# Jaime Labastida
Jaime Mario Labastida Ochoa (Los Mochis, 1939) é um poeta, jornalista, ensaísta, filósofo e estudioso mexicano.